# Wendell (Carolina del Nord)
Wendell és una població dels Estats Units a l'estat de Carolina del Nord. Segons el cens del 2008 tenia 4.247 habitants.

## Demografia
Segons el cens del 2000, Wendell tenia 4.247 habitants, 1.675 habitatges i 1.118 famílies. La densitat de població era de 836,6 habitants per km².
Dels 1.675 habitatges en un 37,9% hi vivien nens de menys de 18 anys, en un 47,6% hi vivien parelles casades, en un 15,9% dones solteres, i en un 33,2% no eren unitats familiars. En el 29% dels habitatges hi vivien persones soles el 13,6% de les quals corresponia a persones de 65 anys o més que vivien soles. El nombre mitjà de persones vivint en cada habitatge era de 2,5 i el nombre mitjà de persones que vivien en cada família era de 3,07.
Per edats la població es repartia de la següent manera: un 29,4% tenia menys de 18 anys, un 6,6% entre 18 i 24, un 33,7% entre 25 i 44, un 17,8% de 45 a 60 i un 12,5% 65 anys o més.
L'edat mediana era de 34 anys. Per cada 100 dones de 18 o més anys hi havia 76,5 homes.
La renda mediana per habitatge era de 39.750 $ i la renda mediana per família de 47.077 $. Els homes tenien una renda mediana de 35.668 $ mentre que les dones 26.994 $. La renda per capita de la població era de 17.772 $. Entorn del 8,6% de les famílies i el 12,6% de la població estaven per davall del llindar de pobresa.

## Poblacions més properes
El següent diagrama mostra les poblacions més properes.